# Lachnum pteridialis
Lachnum pteridialis är en svampart som tillhör divisionen sporsäcksvampar, och som beskrevs av William Douglas Graddon. Lachnum pteridialis ingår i släktet Lachnum, och familjen Hyaloscyphaceae. Arten är reproducerande i Sverige.